# Tobia Marchetto
Tobia Marchetto (Pádua, 19 de maio de 2000) é um  ex-voleibolista indoor e atualmente jogador de vôlei de praia italiano.

## Carreira
Nas temporadas 2016-17 e 2017-18, atuava pleo Kioene Padova, na última temporada disputou a Série C Italiana, em 2017, competia nacionalmente nasc ompetições de vôlei de praia com Mattia_Bottolo.Em 2018, passou a jogar ao lado de Alberto Di Silvestre com quem disputou no mesmo ano o Campeonato Mundial de VÔlei de Praia Sub-19 em Nanquim e finalizou em nono lugar.
Em 2019, chegou atuar nacionalmente com Samuele Cottafava e em seguida retomou com Alberto Di Silvestre no Campeonato Europeu Sub-20 em Göteborg, alcançaram o quinto lugar; ainda estreou no Circuito Mundial, no torneio uma estrela de Pinarella de Cervia, e finalizaram em quinto, e ainda terminaram na quadragésima primeira posição no Finals de Roma. Iniciou 2020, no âmbito nacional, ao lado de Di Silvestre, mas, disputou Campeonato Europeu Sub-22  de Esmirna ao lado de Gianluca Dal Corso e terminaram em quinto
Em 2021, esteve com Gianluca Dal Corso na Continental Cup, terminaram em quarto lugar em Esmirna, e finalizaram em quinto no Campeonato Europeu Sub-22 em Baden, juntos disputaram o circuito mundial, exceto o torneio uma estrela de Sófia (segundo evento), que esteve com Jakob Windisch e terminaram em quarto, mas, com Dal Corso, foi vice-campeão no quarto evento de Sófia e Budapeste, ambos torneio uma estrela. Em 2022, formou dupla com Marco Viscovich nacionalmente e nos Futures, tendo o quinto lugar como melhor resultado Songkhla, Giardini Naxos, Ciro Marina e Montpellier, ainda competiu nacionalmente com Luca Cravera.
Em 2023, voltou a jogar com Jakob Windisch e conquistou o primeiro ouro no Future de Corigliano-Rossano.

## Título e resultados
- Future de Corigliano-Rossano do Circuito Mundial de Vôlei de Praia de 2023
- Torneio 1* de Budapeste do Circuito Mundial de Vôlei de Praia de 2021
- Torneio 1* de Sófia (II) do Circuito Mundial de Vôlei de Praia de 2021
- Torneio 1* de Sófia (II) do Circuito Mundial de Vôlei de Praia de 2021